# Copa Mercosur 1999
Die Copa Mercosur 1999 war die 2. Ausspielung des südamerikanischen Vereinsfußballwettbewerbs. Es nahmen 20 Mannschaften aus fünf Verbänden teil. Der brasilianische Vertreter Flamengo Rio de Janeiro gewann das Finale gegen Landsrivale und Titelverteidiger Palmeiras São Paulo.

## Modus
Die Teilnehmer aus Argentinien, Brasilien, Chile, Paraguay und Uruguay werden in fünf Vierer-Gruppen aufgeteilt. Im Ligamodus treten die Vereine in Heim- und Auswärtsspielen gegeneinander an und ermitteln die Viertelfinalisten. Die fünf Gruppensieger und die drei besten Zweiten qualifizieren sich. Im Pokalmodus mit Hin- und Rückspiel wird fortan der Turniersieger ermittelt.
Im Finale zählt Tordifferenz nicht, sondern es wird ein Entscheidungsspiel auf dem Platz des Vereines abgehalten, der zuletzt Heimrecht hatte.

## Gruppenphase

### Gruppe A
| Pl. | Verein                  | Sp. | S | U | N | Tore    | Diff. | Punkte |
| --- | ----------------------- | --- | - | - | - | ------- | ----- | ------ |
| 1.  | Cruzeiro Belo Horizonte | 6   | 5 | 1 | 0 | 016:200 | +14   | 16     |
| 2.  | Palmeiras São Paulo     | 6   | 3 | 2 | 1 | 019:100 | +9    | 11     |
| 3.  | River Plate             | 6   | 2 | 1 | 3 | 008:110 | −3    | 07     |
| 4.  | Racing Club Avellaneda  | 6   | 0 | 0 | 6 | 002:220 | −20   | 0      |

### Gruppe B
| Pl. | Verein                | Sp. | S | U | N | Tore    | Diff. | Punkte |
| --- | --------------------- | --- | - | - | - | ------- | ----- | ------ |
| 1.  | CA Independiente      | 6   | 3 | 2 | 1 | 007:500 | +2    | 11     |
| 2.  | Corinthians São Paulo | 6   | 3 | 1 | 2 | 010:500 | +5    | 10     |
| 3.  | Grêmio Porto Alegre   | 6   | 2 | 2 | 2 | 005:600 | −1    | 08     |
| 4.  | CA Vélez Sarsfield    | 6   | 0 | 3 | 3 | 003:900 | −6    | 03     |

### Gruppe C
| Pl. | Verein                 | Sp. | S | U | N | Tore    | Diff. | Punkte |
| --- | ---------------------- | --- | - | - | - | ------- | ----- | ------ |
| 1.  | San Lorenzo de Almagro | 6   | 4 | 0 | 2 | 008:500 | +3    | 12     |
| 2.  | Boca Juniors           | 6   | 3 | 1 | 2 | 010:500 | +5    | 10     |
| 3.  | FC São Paulo           | 6   | 3 | 1 | 2 | 011:800 | +3    | 10     |
| 4.  | Universidad Católica   | 6   | 0 | 1 | 5 | 002:130 | −11   | 01     |

### Gruppe D
| Pl. | Verein              | Sp. | S | U | N | Tore    | Diff. | Punkte |
| --- | ------------------- | --- | - | - | - | ------- | ----- | ------ |
| 1.  | Peñarol Montevideo  | 6   | 3 | 3 | 0 | 010:700 | +3    | 12     |
| 2.  | Nacional Montevideo | 6   | 3 | 1 | 2 | 010:600 | +4    | 10     |
| 3.  | CR Vasco da Gama    | 6   | 2 | 2 | 2 | 009:800 | +1    | 08     |
| 4.  | Club Cerro Porteño  | 6   | 0 | 2 | 4 | 009:170 | −8    | 02     |

### Gruppe E
| Pl. | Verein                  | Sp. | S | U | N | Tore    | Diff. | Punkte |
| --- | ----------------------- | --- | - | - | - | ------- | ----- | ------ |
| 1.  | Club Olimpia            | 6   | 4 | 0 | 2 | 010:700 | +3    | 12     |
| 2.  | Flamengo Rio de Janeiro | 6   | 3 | 1 | 2 | 016:800 | +8    | 10     |
| 3.  | CSD Colo-Colo           | 6   | 2 | 2 | 2 | 006:800 | −2    | 08     |
| 4.  | Universidad de Chile    | 6   | 1 | 1 | 4 | 004:130 | −9    | 04     |

### Rangliste der Gruppenzweiten
| Pl. | Verein                  | Sp. | S | U | N | Tore    | Diff. | Punkte |
| --- | ----------------------- | --- | - | - | - | ------- | ----- | ------ |
| 1.  | Palmeiras São Paulo     | 6   | 3 | 2 | 1 | 019:100 | +9    | 11     |
| 2.  | Flamengo Rio de Janeiro | 6   | 3 | 1 | 2 | 016:800 | +8    | 10     |
| 3.  | Corinthians São Paulo   | 6   | 3 | 1 | 2 | 010:500 | +5    | 10     |
| 4.  | Boca Juniors            | 6   | 3 | 1 | 2 | 010:500 | +5    | 10     |
| 5.  | Nacional Montevideo     | 6   | 3 | 1 | 2 | 010:600 | +4    | 10     |

Die beiden Teams Corinthians São Paulo und Boca Juniors hatten alle Standardkriterien (Punkte, Torverhältnis, Geschossene Tore) identisch, weshalb der Verband weitere Kriterien ansetzte, die letztlich den Ausschlag zugunsten des brasilianischen Vertreters gaben.

## Viertelfinale
Die Hinspiele fanden zwischen dem 20. Oktober und 2. November, die Rückspiele zwischen dem 27. Oktober bzw. 5. November 1999 statt.
|                         | Gesamt |                         | Hinspiel | Rückspiel |
| ----------------------- | ------ | ----------------------- | -------- | --------- |
| Palmeiras São Paulo     | 7:5    | Cruzeiro Belo Horizonte | 7:3      | 0:2       |
| Corinthians São Paulo   | 2:4    | San Lorenzo de Almagro  | 1:2      | 1:2       |
| Peñarol Montevideo      | 3:1    | Club Olimpia            | 3:0      | 0:1       |
| Flamengo Rio de Janeiro | 5:1    | CA Independiente        | 4:0      | 1:1       |

## Halbfinale
Die Hinspiele fanden am 18. bzw. 25. November, die Rückspiele am 7. bzw. 9. Dezember 1999 statt.
|                     | Gesamt |                         | Hinspiel | Rückspiel |
| ------------------- | ------ | ----------------------- | -------- | --------- |
| Palmeiras São Paulo | 3:1    | San Lorenzo de Almagro  | 3:0      | 0:1       |
| Peñarol Montevideo  | 3:5    | Flamengo Rio de Janeiro | 3:2      | 0:3       |

## Finale
Das Hinspiel fand am 16., das Rückspiel am 20. Dezember 1999 statt.
|                     | Gesamt |                         | Hinspiel | Rückspiel |
| ------------------- | ------ | ----------------------- | -------- | --------- |
| Palmeiras São Paulo | 6:7    | Flamengo Rio de Janeiro | 3:3      | 3:4       |

## Beste Torschützen
| Rang | Spieler                    | Klub                    | Tore |
| ---- | -------------------------- | ----------------------- | ---- |
| 1    | Romário                    | Flamengo Rio de Janeiro | 8    |
| 2    | Marcelo Ramos              | Cruzeiro Belo Horizonte | 6    |
| 3    | Guillermo Barros Schelotto | Boca Juniors            | 5    |
|      | Walter Pandiani            | Peñarol Montevideo      | 5    |